# Епархия Тласкалы
Епархия Тласкалы (лат. Dioecesis Tlaxcalensis) — епархия Римско-католической церкви с центром в городе Тласкала-де-Хикотенкатль, Мексика. Епархия Тласкалы входит в митрополию Пуэбла-де-лос-Анхелос. Кафедральным собором епархии Тласкалы  является церковь святого Иосифа. Первоначально кафедра епископа находилась в церкви Успения Пресвятой Девы Марии, но с 1975 года она была перенесена в церковь святого Иосифа.

## История
23 мая 1959 года Римский папа Иоанн XXIII издал буллу Christianorum gregem, которой учредил епархию Тласкалы, выделив её из архиепархии Мехико и архиепархии Пуэбла-де-лос-Анхелос.

## Ординарии епархии
- епископ Luis Munive Escobar  (13.06.1959 – 10.02.2001);
- епископ Jacinto Guerrero Torres  (10.02.2001 – 27.12.2006);
- епископ Francisco Moreno Barrón (28.03.2008 – по настоящее время).

## Источник
- Annuario Pontificio, Ватикан, 2005
- Булла Christianorum gregem  (лат.)